# Cymbopogon dieterlenii
Cymbopogon dieterlenii är en gräsart som beskrevs av Otto Stapf och Herold Georg Wilhelm Johannes Schweickerdt. Cymbopogon dieterlenii ingår i släktet Cymbopogon, och familjen gräs. Inga underarter finns listade i Catalogue of Life.